# 3196 Maklaj
3196 Maklaj eller 1978 RY är en asteroid i huvudbältet som upptäcktes den 1 september 1978 av den rysk-sovjetiske astronomen Nikolaj Tjernych vid Krims astrofysiska observatorium på Krim. Den har fått sitt namn efter Nikolaj Miklucho-Maklaj.
Asteroiden har en diameter på ungefär 14 kilometer.